# Phreatomagmatische Explosion

Schema einer phreatomagmatischen Eruption

Eine phreatomagmatische Explosion (von altgriechisch φρέαρ phréar, deutsch ‚Brunnen‘, Genitiv φρέατος phréatos) ist eine vulkanische Explosion, die aus dem direkten Kontakt von heißer Gesteinsschmelze oder heißen pyroklastischen Dichteströmen mit externem Wasser resultiert, zum Beispiel mit Grundwasser, Oberflächenwasser, Meerwasser oder hydrothermalem Wasser. Das Wasser kann auch aus einem See oder Gletscher stammen. Der phreatomagmatischen Explosion geht häufig eine phreatische Explosion voraus. Sie wird daher auch zusammen mit diesem Explosionstyp (und anderen Phänomenen) unter dem Überbegriff Hydrovulkanismus oder Hydromagmatismus zusammengefasst.

## Definition
Die Definitionen sind in der Literatur nicht einheitlich. Ursprünglich bezeichnet der Begriff phreatomagmatische Explosion eine vulkanische Explosion, wenn Magma in Kontakt mit Grundwasser (= phreatisches Wasser), also mit Süßwasser kommt. Kontakt mit Meerwasser oder Oberflächenwasser war in diese Definition ursprünglich nicht mit einbezogen. Allerdings ließ sich diese enge Auffassung des Begriffs nicht aufrechterhalten. Heute wird neutral von „externem“ Wasser gesprochen, das in direkten Kontakt zu Magma kommt und Wasserdampfexplosionen auslöst.
In der älteren Literatur wird unter einer phreatomagmatischen Explosion oft auch die Abfolge von der phreatischen Explosion zur phreatomagmatischen und eventuell sogar bis zur magmatischen Explosion verstanden. Andere Autoren bezeichnen diesen Typus von vulkanischer Explosion als hydromagmatische Explosion oder benutzen den Übergriff hydrovulkanische Explosion, der phreatische und phreatomagmatische Explosionen mit einschließt.

## Entstehung

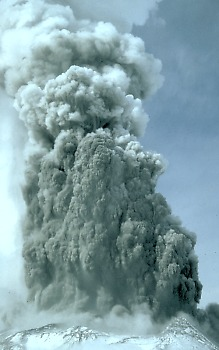
Eine phreatomagmatische Explosion auf dem Gipfel des Mount St. Helens im US-Bundesstaat Washington

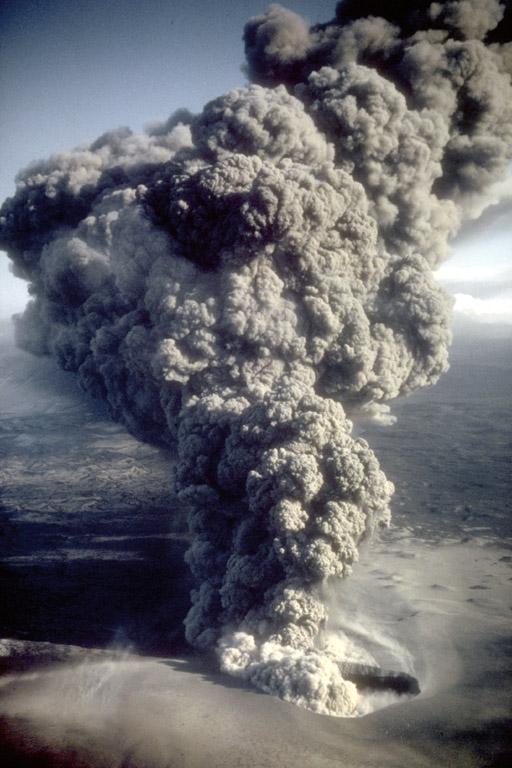
Phreatomagmatische Explosion des Ukinrek Maar, Alaska

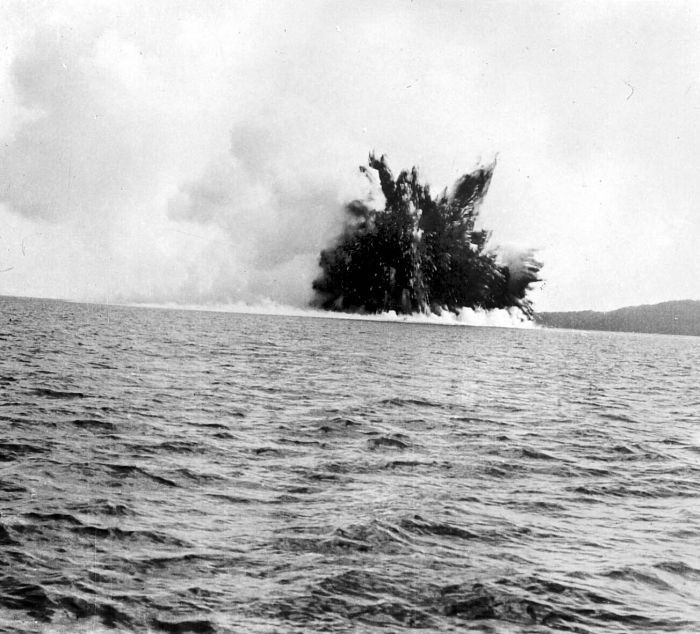
Phreatomagmatische Eruption am Krakatau

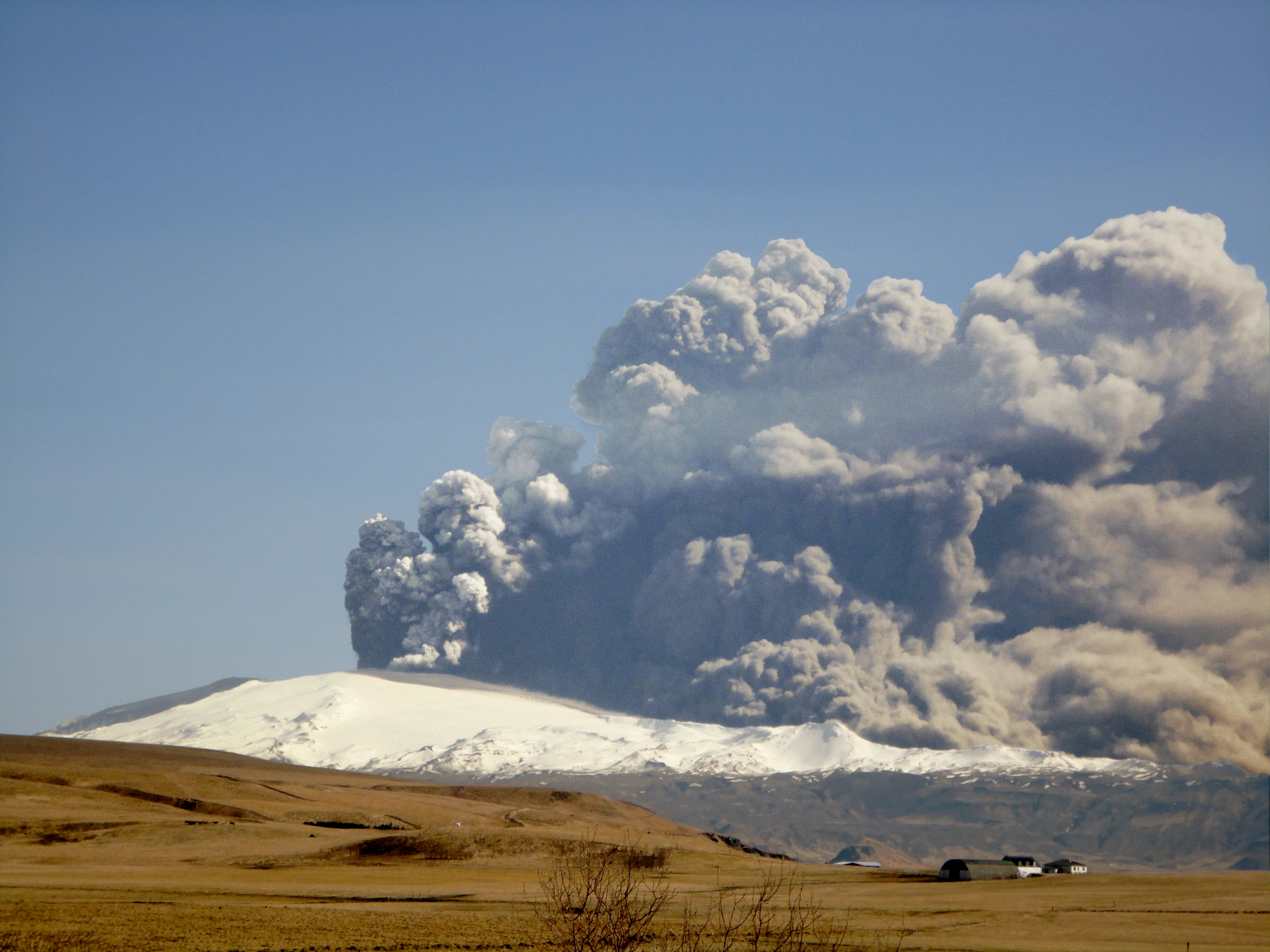
Eyjafjallajökull am 17. April 2010

Eine phreatomagmatische Explosion kann stattfinden, wenn externes Wasser, also nicht zusammen mit Magma oder Lava gefördertes juveniles Wasser, in direkten Kontakt mit Magma, Lava oder heißen pyroklastischen Dichteströmen gerät. Dies passiert wenn:
- Grundwasser (Porenwasser) in direkten Kontakt mit aufsteigendem Magma kommt
- aufsteigendes Magma in wassergefüllte Gesteinshohlräume eindringt
- Wasser von (Krater-)Seen durch Brüche in direkten Kontakt mit Magma kommt
- pyroklastische Dichteströme in Flüsse, Seen oder ins Meer fließen
- Lava in Meerestiefen oberhalb 200 m ausfließt
- Meerwasser durch Brüche in Kontakt mit Magma kommt
- Oberflächenwasser nach heftigen Niederschlägen in den Krater läuft und in Lockermaterial einsickert

Der schlagartig entstehende Wasserdampf mit dem 1000- bis 3000-fachen Volumen der Wassermenge zertrümmert das umgebende Gestein und sprengt einen Krater in den Gesteinsuntergrund. Das ausgeworfene Nebengestein wird rings um den Krater als Wall abgelagert. Durch den direkten Kontakt von Magma mit externem Wasser werden die Pyroklasten sehr stark fragmentiert; diese sind jedoch wenig blasig. Phreatomagmatische Explosionen können von ausschließlich magmatischen Explosionen gefolgt werden. Relativ selten wird bei diesem Explosionstyp später auch Lava gefördert. In der Regel enden die phreatomagmatischen Explosionen, wenn der Zustrom von externem Wasser versiegt oder der Nachschub von Magma zum Erliegen kommt.

## Entstehung von Surges
Phreatomagmatische Ausbrüche können zudem energiereiche Surges (von englisch surges oder base surges, auch als Druckwelle übersetzt) erzeugen, ein Gemisch aus Gasen, Wasserdampf, (Alt-)Gesteinspartikeln und Asche. Der Begriff „Druckwelle“ für dieses Phänomen ist nicht zutreffend; deshalb hat sich der Fachbegriff Surge eingebürgert. Surges können sich ähnlich den pyroklastischen Strömen mit hoher Geschwindigkeit und hoher Zerstörungskraft dicht über dem Boden ausbreiten. Sie haben im Verhältnis zu pyroklastischen Strömen eine geringe Partikeldichte zwischen 0,1 und etwa 1 %. Sind mehr als 75 % der Partikel Pyroklasten, werden diese auch als pyroklastische Surges bezeichnet. Im Gegensatz zu den heißen und trockenen „Glutwolken“ sind die Surges phreatomagmatischer Explosionen durch ihren hohen Wasserdampfgehalt häufig „nass“ und relativ kühl (um 100 °C).

## Maare und deren Entstehung
Phreatomagmatische Explosionen sind für die Entstehung zahlreicher Maare verantwortlich. Man kann sogar sagen, dass dieser Eruptionstyp der typische Bildungsmechanismus für Maare ist. Eine detaillierte verständliche Beschreibung hierzu ist online verfügbar.
Eher selten setzt sich die Abfolge auch zu rein magmatischen Ausbrüchen fort. Lavaergüsse kommen sehr selten vor. Allerdings werden die phreatomagmatischen Ausbrüche häufig von phreatischen Ausbrüchen eingeleitet. Manche Autoren bezeichnen daher diese Abfolge als phreatomagmatische Ausbrüche bzw. unterscheiden nicht zwischen diesen beiden Explosionstypen.

## Trivia
In dem Roman Die geheimnisvolle Insel von Jules Verne wird die fiktive Insel Lincoln durch eine phreatomagmatische Explosion des Inselvulkans Mt Franklin bis auf ein Riff vernichtet. Im Roman wird beschrieben, dass eine Höhle, die mit dem Meer verbunden ist, mit ihrer Rückwand an den Schlot reicht. Diese Rückwand der Dakkar-Krypta reißt im Verlauf der Eruption ein, Meerwasser dringt in den Schlot ein, und der Vulkan explodiert.

## Beispiele
- ca. 16. Jh. v. Chr.: Minoische Eruption, Santorin, Griechenland[4]
- 1258: Ausbruch des Samalas, Lombok, Indonesien[5]
- 1883: Krakatau, Sundastraße, Indonesien[6]
- 1991: Pinatubo, Luzonstraße, Philippinen[7]
- 2022: Vulkanausbruch des Hunga Tonga 2022